# Alaksandr Szaćko
Alaksandr Wiktarawicz Szaćko (biał. Аляксандр Віктаравіч Шацько, ros. Александр Викторович Шатько, Aleksandr Wiktorowicz Szat′ko; ur. 3 września 1963 w Magdeburgu) – białoruski nauczyciel i polityk, w latach 2004–2012 deputowany do Izby Reprezentantów Zgromadzenia Narodowego Republiki Białorusi III i IV kadencji.

## Życiorys
Urodził się 3 września 1963 roku w Magdeburgu w Niemieckiej Republice Demokratycznej. Ukończył Homelski Uniwersytet Państwowy im. Franciszka Skaryny, uzyskując wykształcenie wykładowcy matematyki, oraz Akademię Zarządzania przy Prezydencie Republiki Białorusi. Odbył służbę wojskową w szeregach Armii Radzieckiej. Następnie pracował jako nauczyciel matematyki w Szkole Średniej Nr 19, zastępca dyrektora Szkoły Średniej Nr 56, dyrektor Szkoły Średniej Nr 18 w Homlu, dyrektor Homelskiego Irininskiego Gimnazjum. Wchodził w skład prezydium Republikańskiej Rady Dyrektorów Szkół. Pełni funkcję zastępcy przewodniczącego Republikańskiego Zjednoczenia Społecznego „Biała Ruś”.
W 2004 roku został deputowanym do Izby Reprezentantów Zgromadzenia Narodowego Republiki Białorusi III kadencji z Homelskiego-Nowobielickiego Okręgu Wyborczego Nr 38. Pełnił w niej funkcję członka Stałej Komisji ds. Edukacji, Kultury, Nauki i Postępu Naukowo-Technicznego. 27 października 2008 roku został deputowanym do Izby Reprezentantów IV kadencji z Homelskiego-Nowobielickiego Okręgu Wyborczego Nr 36. Pełnił w niej funkcję zastępcy przewodniczącego tej samej komisji. Od 13 listopada 2008 roku był członkiem Narodowej Grupy Republiki Białorusi w Unii Międzyparlamentarnej.

## Poglądy
Alaksandr Szaćko deklaruje się jako zwolennik skrócenia czasu nauki na uczelniach. Jego zdaniem wiele wykładanych przedmiotów jest zbędnych, a studia powinny trwać przeciętnie cztery lata.

## Odznaczenia
- Trzy medale;
- Gramota Pochwalna Zgromadzenia Narodowego Republiki Białorusi;
- Gramota Pochwalna Rady Zgromadzenia Międzyparlamentarnego Państw-Członków Wspólnoty Niepodległych Państw[1].

## Życie prywatne
Alaksandr Szaćko jest żonaty, ma córkę.